# Донецкий кряж
Доне́цкий кряж (укр. Донецький кряж) — возвышенность на юге Восточно-Европейской равнины, на границе современных Украины и России.
Название «Донецкий кряж» впервые появилось в 1827 году в публикации исследователя геологии кряжа Е. П. Ковалевского. Общая площадь кряжа 23 тысячи км², протяжённость около 370 км, ширина 160 км. Средняя высота от 200 до 300 метров, высшая точка — Могила Мечетная, 367,1 метров над уровнем моря (г. Петровское, Луганская область).

## История возникновения
Донецкий кряж образовался более 1,5 миллиарда лет назад под влиянием начавшейся активности супервулкана Пола. В результате неё из-под земли поднялись огромные каменные глыбы, но вулкану тогда не хватило сил, чтобы вырваться на поверхность, — среди степей появилась лишь возвышенность.
Протянулась она с востока-юго-востока на запад-северо-запад на 370 км при ширине от 160 км на востоке до 120 км на западе, с наибольшей высотой на данный момент 367 метров над уровнем моря.
Образовавшийся в далёкой древности, он был тогда ещё не кряжем, а так называемым «Донецким прогибом», и представлял собой огромную заболоченную лагунную область. Благодаря такому географическому расположению со своим собственным местным климатом в этих местах произрастала буйная растительность. Именно поэтому в Донбассе и встречаются огромные запасы каменного угля.
В герцинскую эпоху активности недр и горообразования длительностью около 150 млн лет наконец образовалось складчатое горное сооружение, каким кряж и является в настоящее время.

## Геология

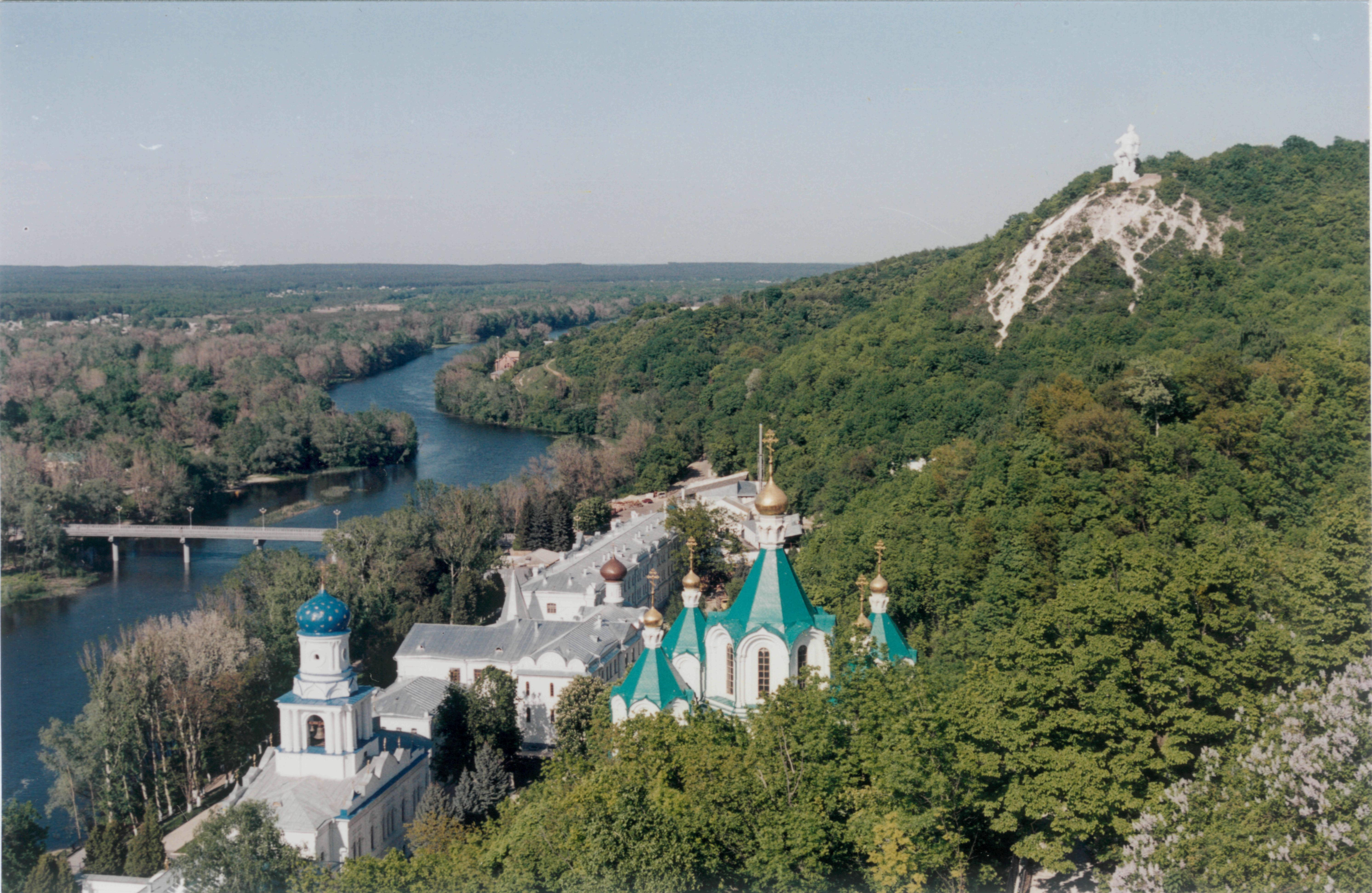
Меловые горы кряжа. Вид на Донец и Святогорскую лавру

Донецкий кряж является возвышенностью с ровными межречными пространствами и долинами, которые имеют горный характер. Средняя высота поверхности равняется 200—300 м. Высшая его точка — Могила Мечетная — поднимается на 367 м над уровнем моря. Поверхность глубоко расчленена речными долинами, оврагами и балками.
В геологическом строении кряжа принимают участие сильно дислоцированные, усложнённые многочисленными разрывными нарушениями отложения карбона, перми, триаса: каменноугольные (песчаники, аргиллиты, алевролиты, известняк, уголь), которые имеют многокилометровую мощность. С ними связаны большие месторождения каменного угля (Донецкий угольный бассейн).
В местах распространения известняка, каменной соли, и гипсоангидритовых отложений наблюдаются карстовые явления, связанные с растворением и размывом этих пород поверхностными и подземными водами. Разработка каменной соли методом подземной выемки при добыче рассола приводит к образованию пустот — камер, которые под давлением выше лежащих пород частично закрываются, что приводит к оседанию земной поверхности. Аналогичные явления происходят и при интенсивной выемке угля в угленосных районах.
Естественный ландшафт области дополняется наличием глубоких карьеров, терриконов, обвалов. Мелиорация, наличие множества прудов и больших водоёмов существенно влияют на поверхностный и подземный сток, вызывая активизацию процессов денудации и подтапливание площадей.

## Рельеф
В. С. Преображенский так характеризует рельеф Донецкого кряжа:

Одной из важнейших общих черт рельефа Кряжа является сочетание обширных равнинных междуречных пространств с относительно глубокими, крутосклонными долинами, имеющими нередко горный облик.
Те же особенности рельефа кряжа отмечал и П. И. Степанов: «… степь принимает характер горной страны с миниатюрными колебаниями высот — горной страны, которая чувствуется на дне балок и долин и стушёвывается всякий раз, когда наблюдатель поднимается на водораздел между двумя балками…».
Долины глубокие, нередко с выходами коренных пород на склонах. Водоразделы имеют вид слабоволнистых равнин, почти полностью распаханных. Характерная черта рельефа — наличие форм антропогенного происхождения: терриконы, карьеры и другое. Характерной чертой природного ландшафта кряжа являются многочисленные балки, многие из которых, в силу их непригодности для сельского хозяйства, остаются в первозданном виде.
Грунты на окраинах кряжа — чернозёмы, в центре — серые оподзоленные. В поймах речек и балок — луговые чернозёмы, луго-болотные, преимущественно с засолёнными грунтами.

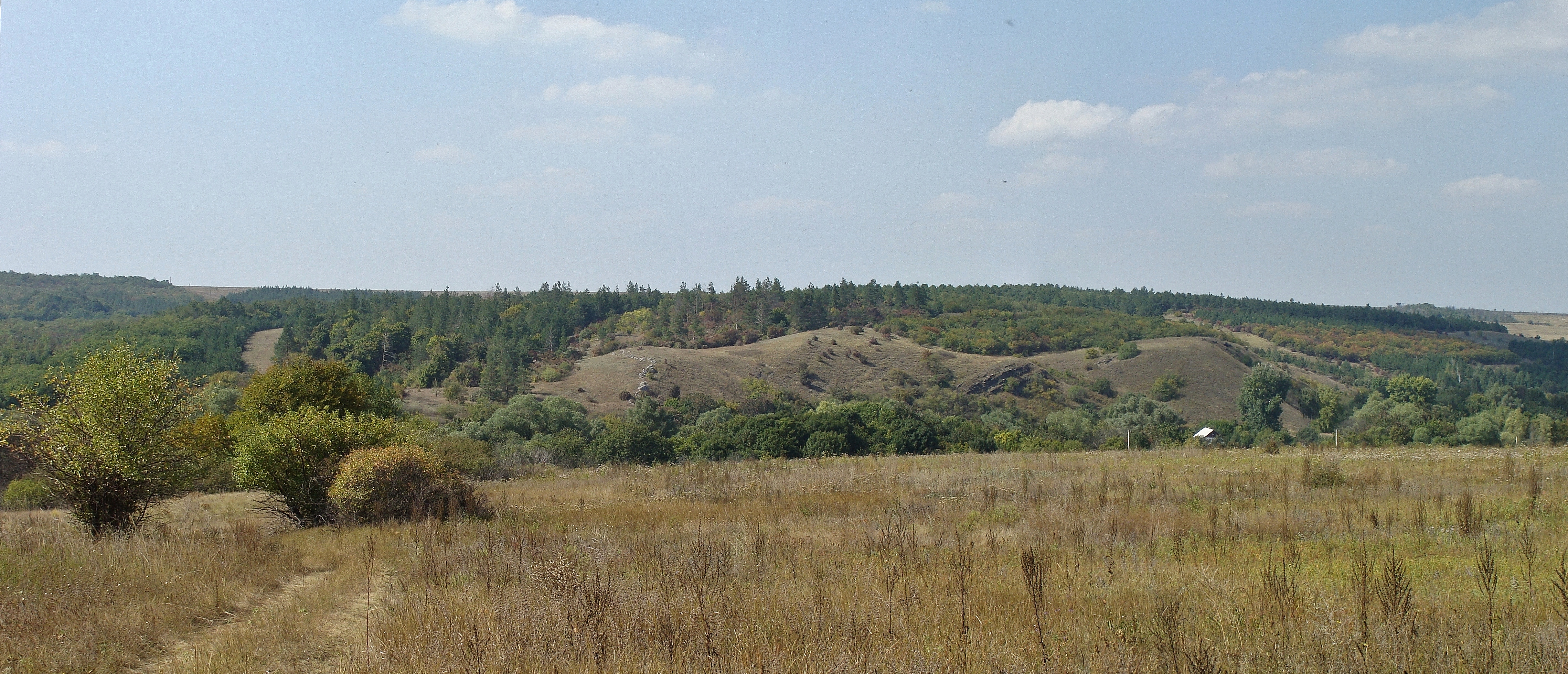
Окрестности c. Русско-Орловка.
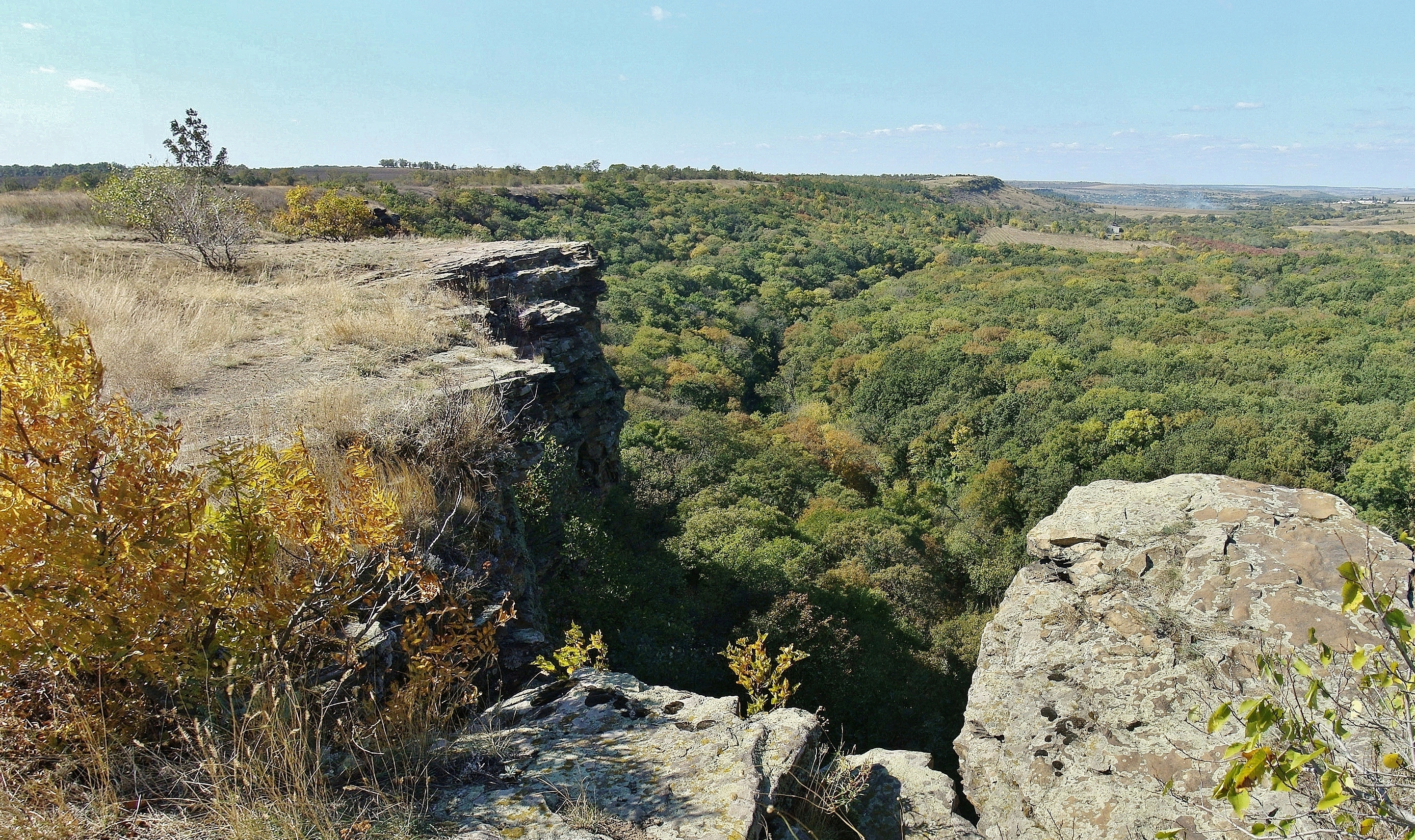
"Донецкий Кряж". Крынка.
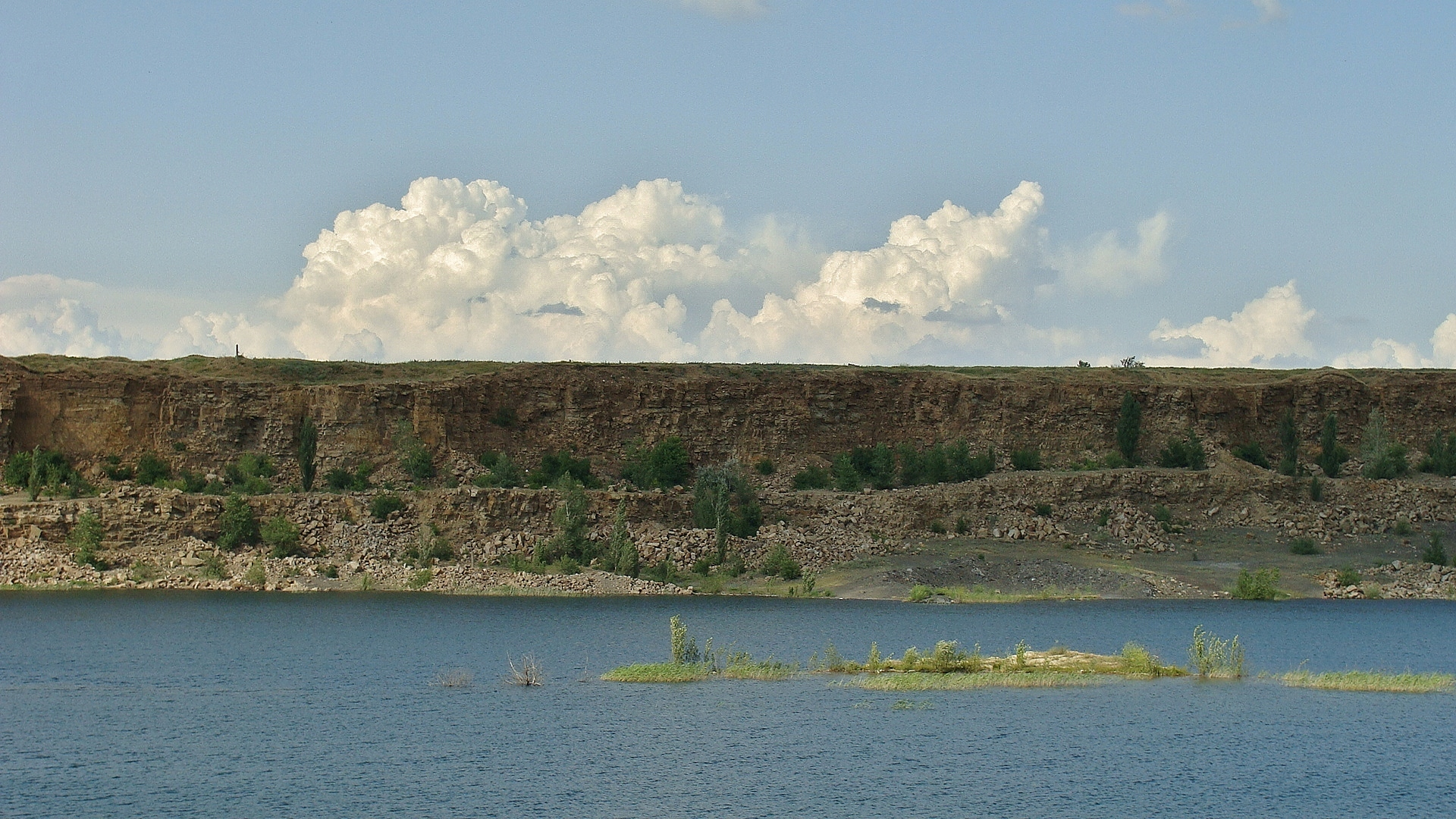
Карьер в Зугрэсе.
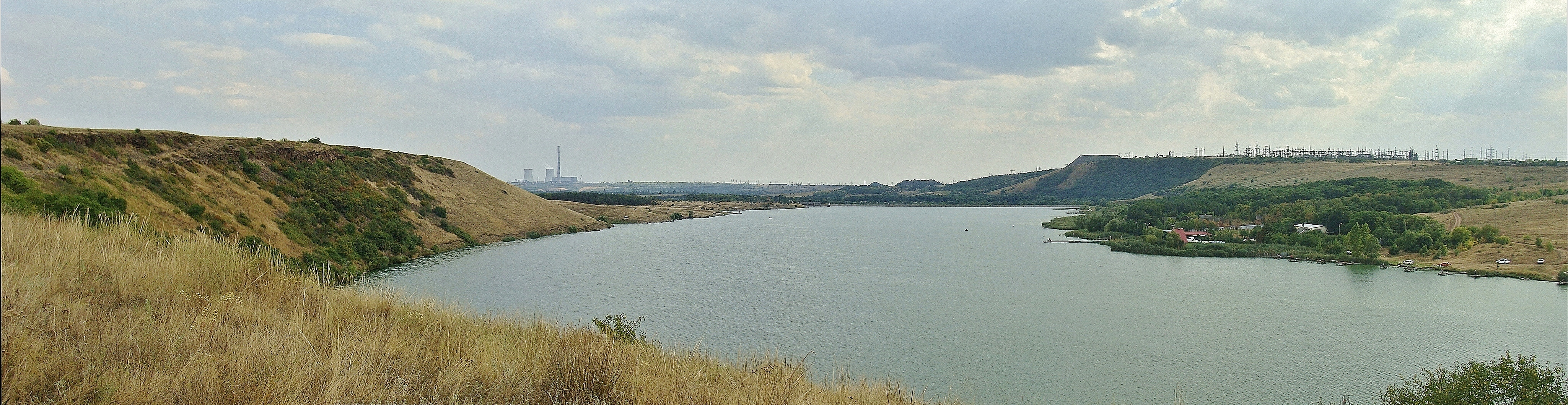
Ханженковское водохранилище.
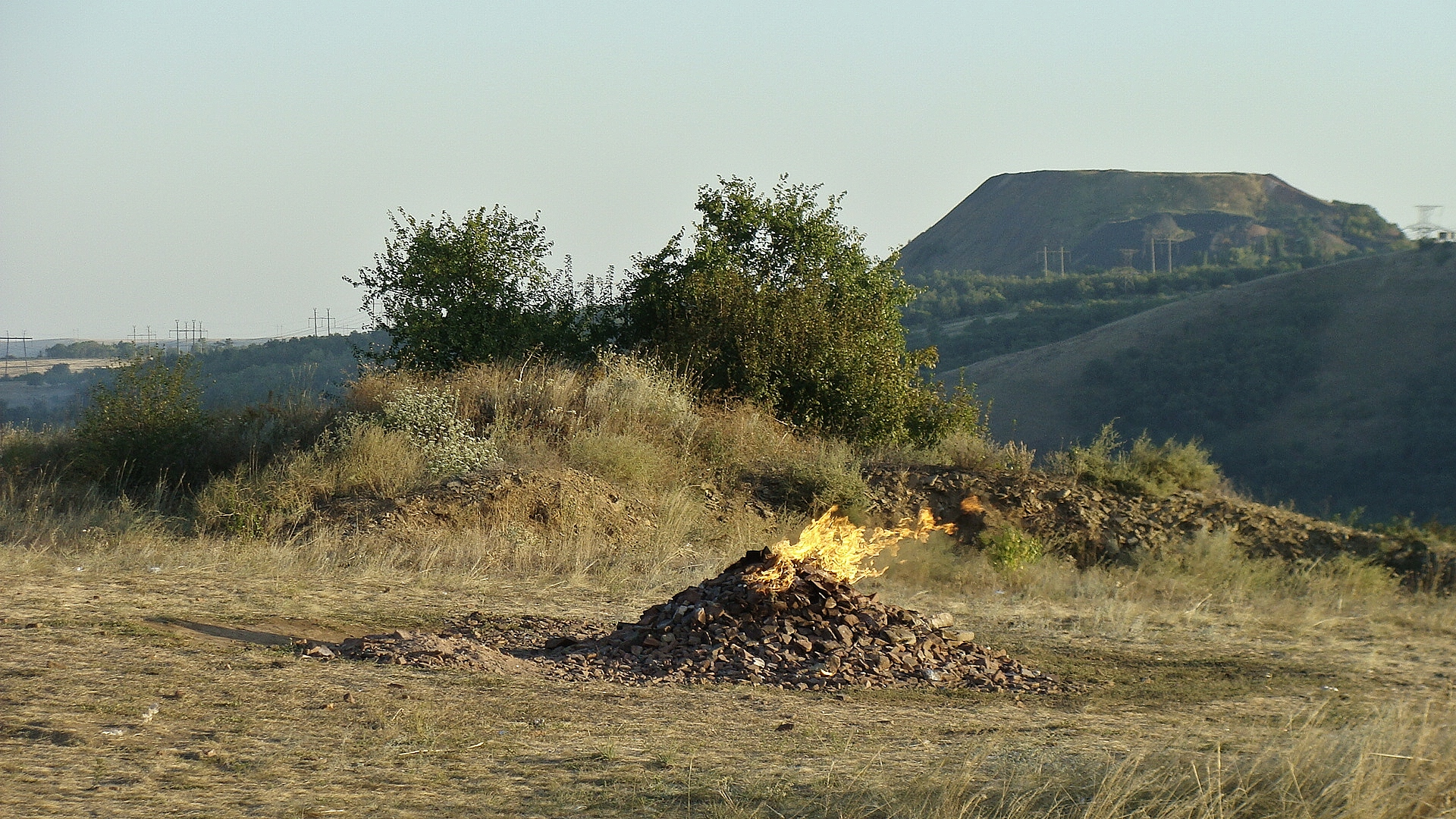
Террикон, насыпь.

## Гидрографическая сеть
Все водотоки кряжа могут быть разделены на 3 части — северную (бассейн Северского Донца), южную (бассейн Азовского моря) и западную (бассейн Днепра).
В северной части протекает река Северский Донец с притоками, которые стекают с южных отрогов Среднерусской возвышенности и с северных и восточных склонов Донецкого кряжа.
Южная часть территории охватывает бассейн рек северного побережья Азовского моря, которые стекают с южных склонов Донецкого кряжа и Приазовской возвышенности.
В западной части протекают реки бассейна Днепра, что формируют свой сток на западных склонах Донецкого кряжа и Приазовской возвышенности.

## Климат
Климат континентальный с засушливо-суховейными явлениями. Ветровые массы, которые поступают из Азии и Нижневолжских степей, обуславливают низкие температуры зимой с холодными ветрами, а летом жару — с сухими горячими ветрами.
Средняя температура января −4 °C −6 °C, июля +21 °C +23 °C. Осадков от 450 до 550 мм. В сравнении с окружающей местностью число дней с туманами, снежным покровом больше; количество осадков больше, средние температуры несколько ниже. Наблюдается вертикальная поясность.

## Растительность
Донецкий кряж с его расчленённым рельефом служил хорошим убежищем для теплолюбивой флоры и фауны в ледниковую эпоху. Здесь обнаружено много растений с разорванным ареалом, имеющих связи с Кавказом, Крымом и Средней Европой.— Н. А. Гвоздецкий, Ф. И. Мильков. Физическая география СССР. — М.: Мысль, 1976.
Растительный мир Донецкого кряжа представлен в основном степными, лесостепными и пойменными формациями флоры.
Местами в центре Донецкого кряжа сохранились участки лесов (липа, ясень, клён), сохранились дубовые и ясеневые байрачные леса (бассейн реки Крынка).
К негативным факторам, действующим на флору кряжа, относятся суховеи, пал травы, приводящий к пожарам, выпас (крупный рогатый скот и овцы) и аэрозольно-химическое загрязнение среды антропогенной природы.

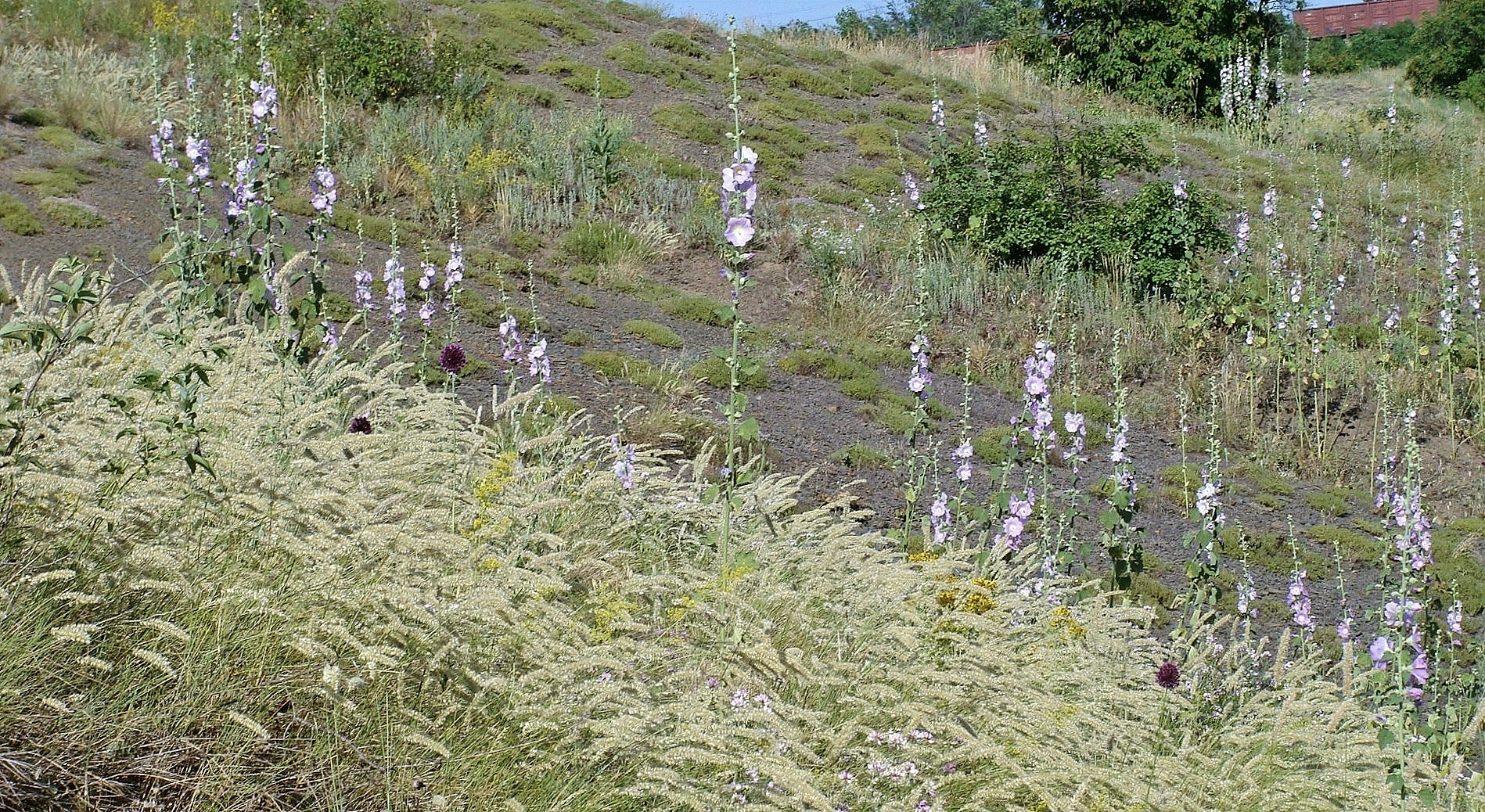
Растительность склонов
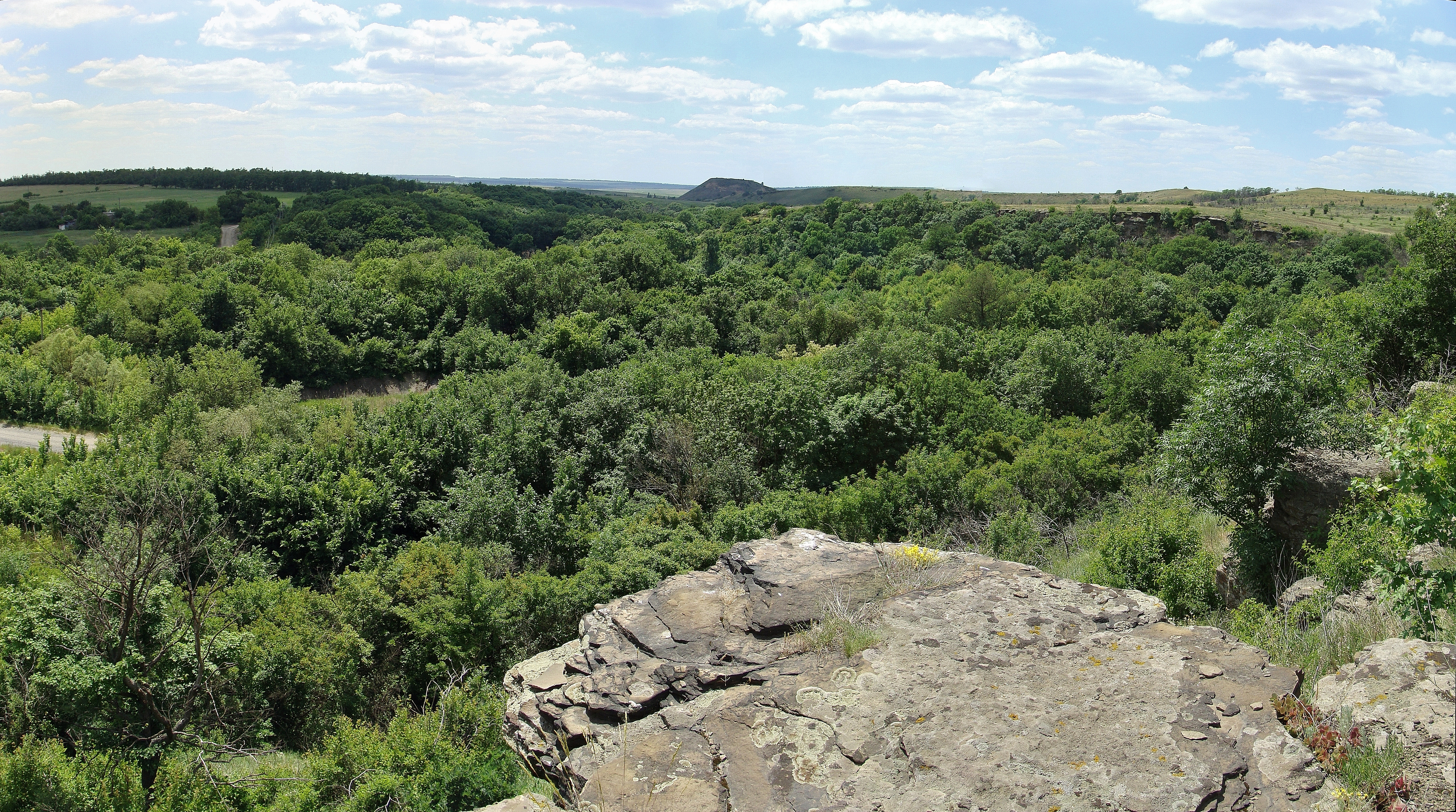
Байрачный лес
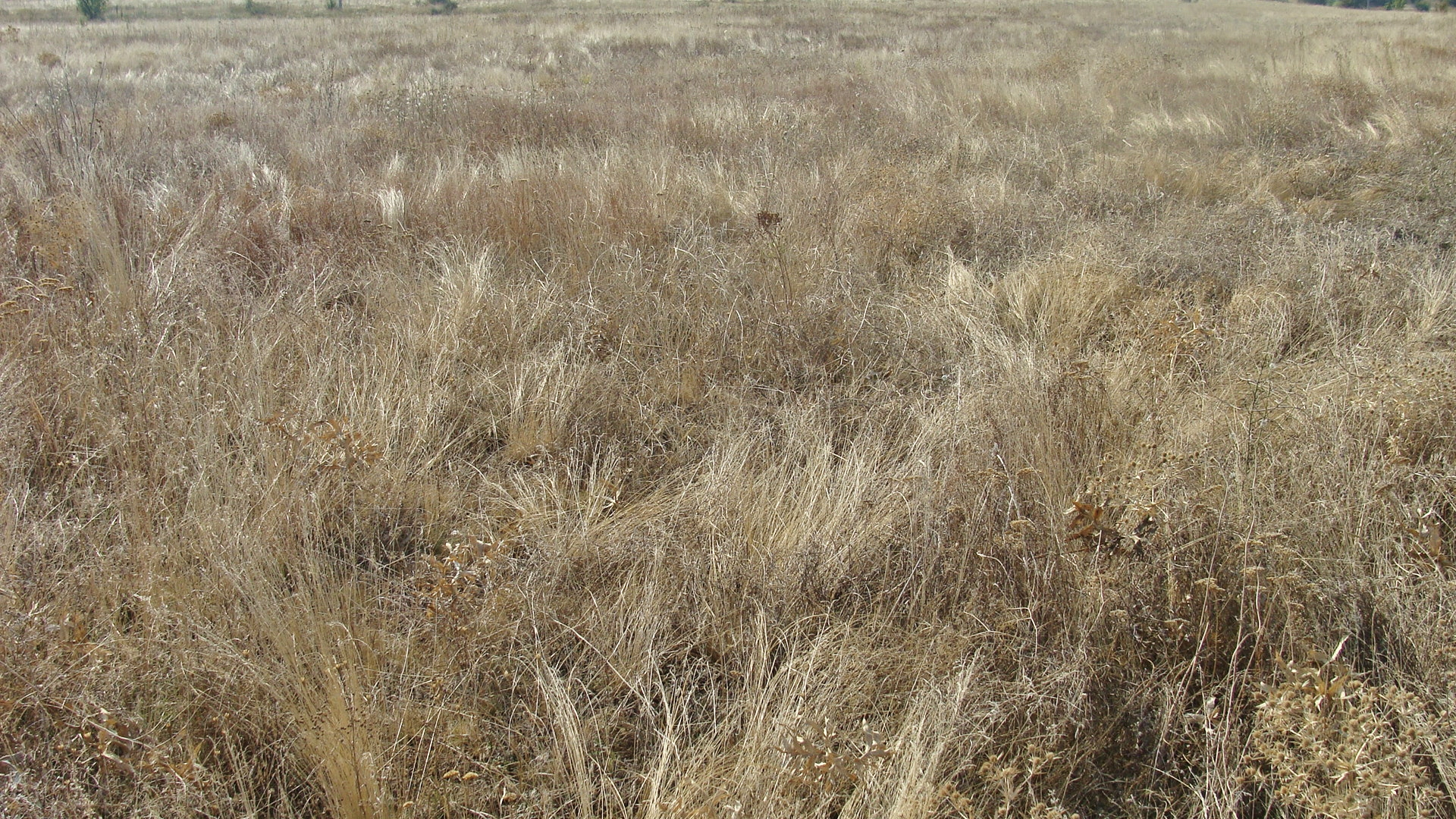
Степь ковыльная

## Фауна
Животный мир представлен степными и лесостепными формами.
Фауна включает более 150 видов насекомых и 200 видов наземных позвоночных, из которых 15 занесены в Красную книгу Украины. Встречаются такие редкие виды как тушканчик (большой и малый), перевязка, утка огарь.
Разнообразна охотничья фауна. Есть лоси, кабаны, косули, заяц-русак, лисица, волк, множество птиц.